# Liste des marchés parisiens
Cet article recense les marchés couverts de Paris, anciens et actuels.

## Marchés dans l'état ou proches de l'état d'origine
| Arr.   | Nom                       | Constr.   | Architecte        | Emplacement actuel         | Commentaires |
| ------ | ------------------------- | --------- | ----------------- | -------------------------- | --- |
| +003,e | Carreau du Temple         | 1863-1865 | Jules de Mérindol | - Rue de Picardie          | - Partiellement démoli, le nouveau carreau du Temple inauguré en 2014 y est installé |
| +003,e | Marché des Enfants-Rouges |           |                   | - 39, rue de Bretagne      | - Réaménagé vers 1912 |
| +004,e | Marché aux fleurs         | 1874      |                   | - Quai de la Corse         | |
| +006,e | Marché Saint-Germain      | 1996      |                   | - 4-6, rue Lobineau        | - Reconstruit à l'identique par la Cogedim, sous la direction de l'architecte Olivier-Clément Cacoub, d'après le plan du bâtiment originel de Blondel édifié en 1813 à l'antique, selon la mode de l'époque. |
| +010,e | Marché Saint-Quentin      | 1866      |                   | - 85, boulevard de Magenta | |
| +012,e | Marché Beauvau            | 1843      |                   | - Place d'Aligre           | - Partie couverte du Marché d'Aligre. Ancien marché Beauveau Saint-Antoine |
| +018,e | Marché de la Chapelle     | 1885      | Auguste Magne     | - 8, rue de la Guadeloupe  | - Inscrit monument historique |
| +019,e | Marché Secrétan           | 1868      | Victor Baltard    | - 46, rue de Meaux         | - Inscrit monument historique |

## Marchés transformés
| Arr.   | Nom                                | Constr.   | Architecte                                                                                      | Emplacement actuel          | Commentaires |
| ------ | ---------------------------------- | --------- | ----------------------------------------------------------------------------------------------- | --------------------------- | --- |
| +001,e | Halle aux Blés                     | 1763-1811 | Nicolas Le Camus de Mézières Jacques Molinos Jacques-Guillaume Legrand François-Joseph Bélanger | - Rue de Viarmes            | - Fermée en 1873 après un incendie en 1854. Transformée en Bourse de commerce par l'architecte Henri Blondel et inaugurée en 1889 |
| +004,e | Marché des Blancs-Manteaux         | 1811-1819 | Pierre-Jules Delespine                                                                          | - 48, rue Vieille-du-Temple | - Remplacé par le Laboratoire municipal en 1910                                                                                   |
| +007,e | Marché du Gros-Caillou             |           | Auguste Magne                                                                                   | - Rue Jean-Nicot            | - Extérieurement défiguré |
| +008,e | Marché d'Aguesseau                 | 1723-1746 |                                                                                                 | - Cité Berryer              | - Transformé en commerces fixes                                                                                                   |
| +011,e | Marché Japy                        | 1870      |                                                                                                 | - Rue Japy                  | - Transformé en gymnase Japy |
| +016,e | Marché Saint-Didier                | 1867      |                                                                                                 | - 23, rue Mesnil            | |
| +017,e | Marché de Wagram                   | 1886      |                                                                                                 | - Rue Gustave-Doré          | - Transformé en garage |
| +018,e | Marché de Montmartre               | 1868      |                                                                                                 | - Place Saint-Pierre        | - Transformé en 1900, puis Halle Saint-Pierre                                                                                     |
| +019,e | Marché Botzaris                    |           |                                                                                                 | - 70, rue Botzaris          | - Transformé en bureaux |
| +019,e | Marché aux bestiaux de la Villette | 1864-1868 | Jules de Mérindol Louis-Adolphe Janvier                                                         | - 211, avenue Jean-Jaurès   | - Transformé en Grande halle de la Villette                                                                                       |
| +020,e | Marché de Belleville               |           |                                                                                                 | - 296, rue des Pyrénées     | - Transformé en Bains-douches et gymnase en 1902                                                                                  |

## Marchés démolis
| Arr.   | Nom                             | Constr.   | Architecte           | Emplacement actuel                                       | Commentaires |
| ------ | ------------------------------- | --------- | -------------------- | -------------------------------------------------------- | --- |
| +001,e | Marché des Innocents            | 1788      |                      | - Rues Place Joachim-du-Bellay                           | - Supprimé en 1860 remplacé par un square lors de la construction des Halles centrales, lui-même remplacé par la place Joachim-du-Bellay en 1985.                                                   |
| +001,e | Marché des Prouvaires           | 1818      |                      | - Rues des Prouvaires, des Deux-Écus et du Four          | - Disparu vers 1860 lors de la construction des Halles centrales. |
| +001,e | Marché Saint-Honoré             | 1865      | Jules de Mérindol    | - Place du Marché-Saint-Honoré                           | - Démoli en 1959 au profit d'un garage |
| +001,e | Halles de Paris                 | 1852-1870 | Victor Baltard       | - Rue Rambuteau                                          | - Démoli en 1971-1973 |
| +003,e | Ancien marché Saint-Martin      | 1816      |                      | - Rue Vaucanson                                          | - Démoli entre 1879 (L'État cède le terrain du marché Saint-Martin pour y construire l'École Centrale des Arts et Manufactures) et 1884 (installation de l'École Centrale dans ses nouveaux locaux) |
| +004,e | Marché de l'Ave-Maria           |           | Auguste Magne        | - 22, rue de l'Ave-Maria                                 | - Démoli en 1905 |
| +005,e | Marché des Carmes (Paris)       | 1813-1819 | Antoine Vaudoyer     | - Place Maubert                                          | - Démoli en 1930 |
| +005,e | Marché des Patriarches          | 1828-1832 | André Chatillon      | - Rue des Patriarches                                    | - D'abord rehaussé et transformé en bains-douches. Défiguré. Détruit et remplacé par un immeuble de logements et un gymnase.                                                                        |
| +005,e | Marché Nicole                   | 1873-1875 | Auguste Magne        | - 90, boulevard de Port-Royal                            | - Démoli en 1975 |
| +006,e | Marché Saint-Maur-Saint-Germain | 1866      | Louis Dainville      | - Rue de l'Abbé-Grégoire                                 | |
| +008,e | Marché de la Madeleine          | 1824-1832 | Marie-Gabriel Veugny | - 27, place de la Madeleine                              | - Remplacé par un garage vers 1920 |
| +008,e | Marché de l'Europe              | 1866      |                      | - Rue Maleville                                          | - Démoli vers 1970. Reconstruit sous des bureaux |
| +009,e | Marché des Martyrs              | 1876-1878 | Auguste Magne        | - 296, rue Hippolyte-Lebas                               | - Démoli en 1912. Remplacé par un bureau de poste |
| +010,e | Marché Saint-Martin             | 1880      | Henry Dubois         | - 31, rue du Château-d'Eau                               | - Démoli en 1987. Reconstruit sous un immeuble |
| +011,e | Marché Saint-Maur-Popincourt    | 1829-1831 | Jacques Molinos      | - Rue du Marché-Popincourt                               | - Démoli en 1904 |
| +013,e | Marché de la place d'Italie     | 1876-1878 | Henry Dubois         | - Derrière la mairie                                     | - Démoli en 1965 |
| +013,e | Marché aux chevaux              | 1875-1878 | Auguste Magne        | - 50-52, boulevard Saint-Marcel                          | |
| +014,e | Marché de Montrouge             |           |                      | - 296, place Ferdinand-Brunot                            | - Démoli vers 1932 pour installer un square |
| +015,e | Marché de Grenelle              | 1865      |                      | - 138, rue du Commerce                                   | |
| +015,e | Marché Necker                   | 1868      |                      | - Rue de la Procession                                   | - Démoli vers 1910 pour installer un square |
| +016,e | Marché de Passy                 | 1857      |                      | - 1, rue Bois-Le-Vent                                    | - Reconstruit en béton en 1960 |
| +016,e | Marché d'Auteuil                | 1867      |                      | - 48, rue d'Auteuil                                      | - Démoli en 1899 |
| +017,e | Marché des Ternes               | 1868      |                      | - Rue Bayen                                              | - Démoli en 1970. Le marché existe sous des bureaux |
| +017,e | Marché des Batignolles          | 1867      |                      | - 96, rue Lemercier                                      | - Démoli en 1975 |
| +019,e | Marché de la Villette           | 1868      |                      | - 83, avenue Jean-Jaurès (ancienne rue d'Allemagne)      | |
| +019,e | Marché de Joinville             | 1876-1878 |                      | - Place de Joinville, rue de Joinville et quai de l'Oise | - Bien que le bâtiment n'existe plus, le marché est ouvert en plein air, deux fois par semaine, au même emplacement.                                                                                |
| +020,e | Marché de Belleville            | 1867      |                      | - Rue Levert                                             | |